# قائمة محطات السكك الحديدية في السعودية

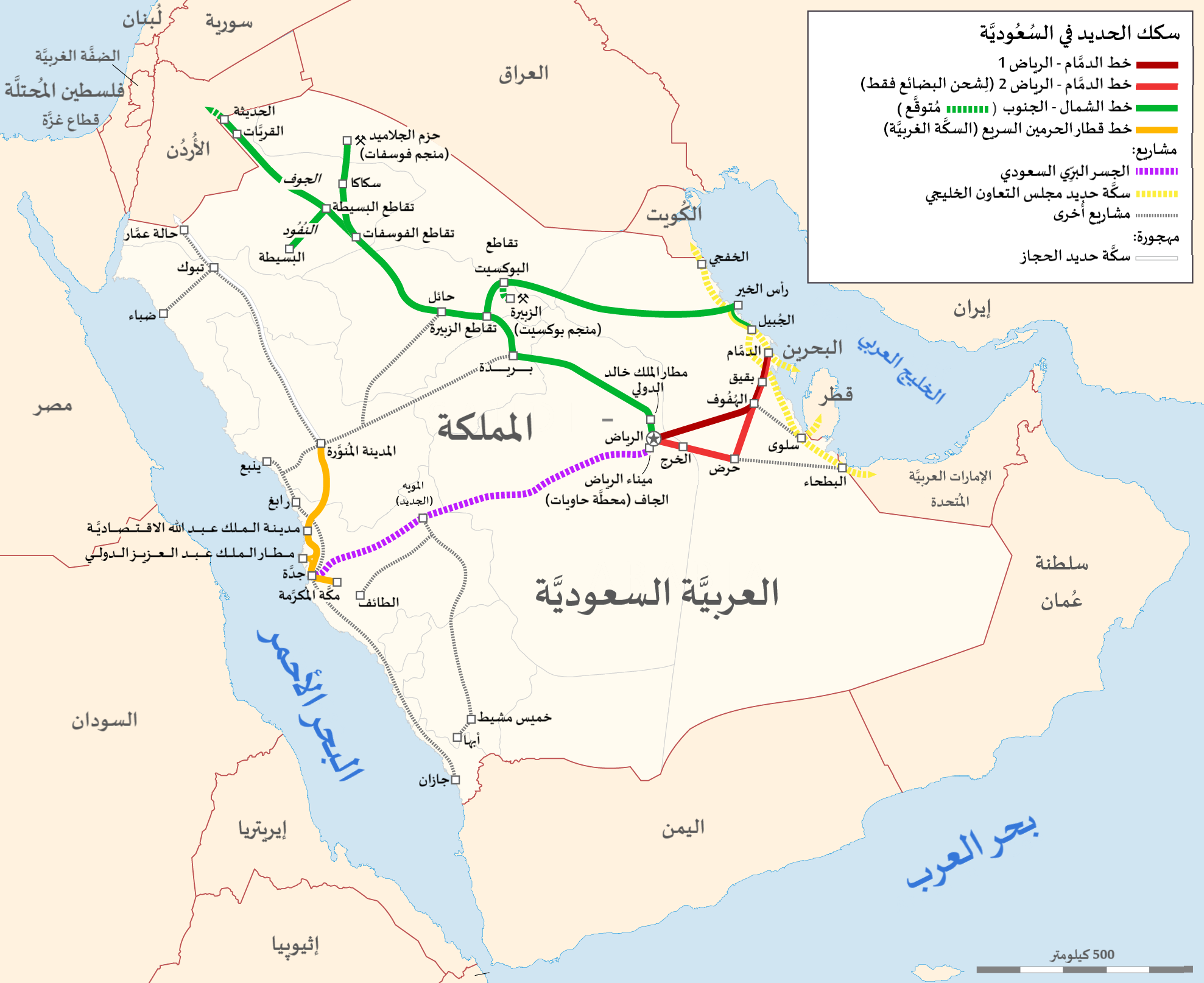
مشاريع هيئة السكك الحديدية السعودية.
الأحمر هو الخط الوظيفي اعتبارا من عام 2008.
الأسود هو جسر البري السعودي.
سكة حديد الشمال الجنوب تربط الرياض بالأردن.
سيربط مشروع الحرمين للسكك الحديدية عالية السرعة مكة المكرمة بالمدينة المنورة.

قائمة محطات السكة الحديد في المملكة العربية السعودية:

## قطار المنطقة الشرقية - الرياض
| اسم المحطة | المنطقة | افتتحت |
| ---------- | ------- | ------ |
| الدمام     |         | 1981   |
| بقيق       |         | 1981   |
| الهفوف     |         | 1981   |
| الرياض     |         | 1981   |

## خط الشحن
| اسم المحطة             | المنطقة | افتتحت |
| ---------------------- | ------- | ------ |
| ميناء الملك عبد العزيز |         | 1950s  |
| الهفوف                 |         |        |
| بقيق                   |         |        |
| محافظة الخرج           |         |        |
| حرض (السعودية)         |         |        |
| Al-Tawdhihiyah         |         |        |
| الرياض                 |         | 1950s  |

## قطار الشمال الجنوب
| اسم المحطة             | المنطقة | افتتحت         |
| ---------------------- | ------- | -------------- |
| الرياض                 |         | 26 فبراير 2017 |
| المجمعة                |         | 26 فبراير 2017 |
| منطقة القصيم           |         | 2018           |
| حائل                   |         | 2018           |
| منطقة الجوف            |         | 2018           |
| محافظة القريات         |         | 2018           |
| مركز الحديثة (القريات) |         | مقترح          |

| اسم المحطة   | المنطقة | افتتحت |
| ------------ | ------- | ------ |
| حزم الجلاميد |         | مفتوح  |
| حائل         |         | مفتوح  |
| الزبيرة      |         | مفتوح  |
| رأس الخير    |         | مفتوح  |

## تحت الإنشاء أو مقترحة
- خط الشمال الجنوب
  - مركز الحديثة (القريات) - بالقرب من الحدود مع الأردن

- - سكاكا - تقاطع جنوب الجوف قرب المحطة الجديدة.

- - محافظة الجبيل [1]

- - Bosajata - junction

- Haramain High Speed Rail
- (أحمر على الخريطة)
- قطار الحرمين السريع
  - المدينة المنورة [2][3]
  - مدينة الملك عبد الله الاقتصادية [4]
  - مطار الملك عبد العزيز الدولي, جدة
  - جدة وسط
  - مكة

- جسر لاندبارك السعودي
- (أزرق داكن على الخريطة)
  - الرياض - العاصمة
  - جدة وسط (متصل بالميناء)

## Defunct

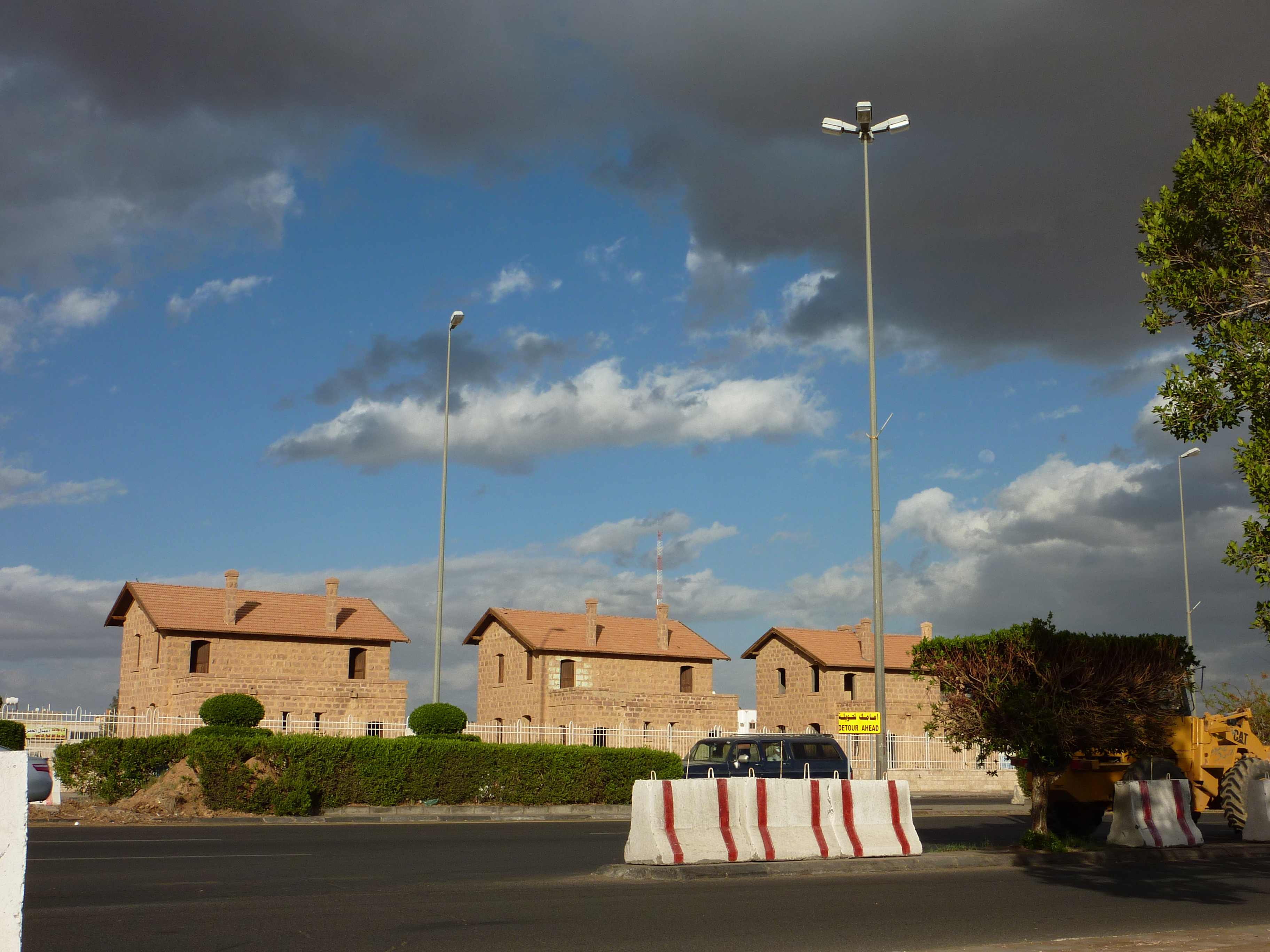
Tabuk station

The خط حديد الحجاز was a سكة حديد ضيقة (1٬050 mm/3 ft 51⁄3 in اتساع السكة) that ran from دمشق to المدينة المنورة, through the الحجاز المنطقة of السعودية, with خط سكك حديد مرج بن عامر on the البحر الأبيض المتوسط. It was a part of the Ottoman railway ‏ network. The line was and was planned to extend from the محطة حيدر باشا in قاضي كوي beyond Damascus to the holy city of مكة. However, due to the interruption of the construction works caused by the outbreak of الحرب العالمية الأولى, it got no further than Medina, 400 كيلومتر (250 ميل) short of Mecca The length of the line from Damascus to Medina was 1,300 كيلومتر (810 ميل). خط حديد الحجاز stations in Saudi Arabia were:
| اسم المحطة      | Notes                                                        |
| --------------- | ------------------------------------------------------------ |
| تبوك            |                                                              |
| مدائن صالح      | الآن متحف السكك الحديدية.                                    |
| العلا           |                                                              |
| المدينة المنورة | الآن متحف السكك الحديدية متحف سكة الحجاز. افتتح في عام 2006. |

## وصلات خارجية
- سكة حديد الحجاز
- UNHCR Atlas Map